# Sebastian Sylvester
Sebastian Sylvester est un boxeur allemand né à Greifswald le 9 juillet 1980.

## Carrière
Champion d'Europe EBU des poids moyens en 2005 et 2007, il remporte le titre mondial IBF de cette catégorie laissé vacant par Arthur Abraham en dominant aux points par décision partagée le dominicain Giovanni Lorenzo le 19 septembre 2009. Sylvester conserve sa ceinture le 30 janvier 2010 en battant l'américain Billy Lyell par jet de l'éponge à la 10e reprise à Neubrandenburg et le 5 juin en faisant match nul contre Roman Karmazin. Le 30 octobre, il bat aux points à Rostock son compatriote Mahir Oral mais il perd finalement son titre aux points le 7 mai 2011 face à l'Australien Daniel Geale.
Le 1er octobre 2011, il tente alors de décrocher le titre européen EBU des poids moyens en affrontant le boxeur polonais Grzegorz Proksa et s'incline par arrêt de l'arbitre à l'issue du 3e round (coupure au-dessus de l'œil droit l'empêchant de continuer).